# Šiauliaiský kraj

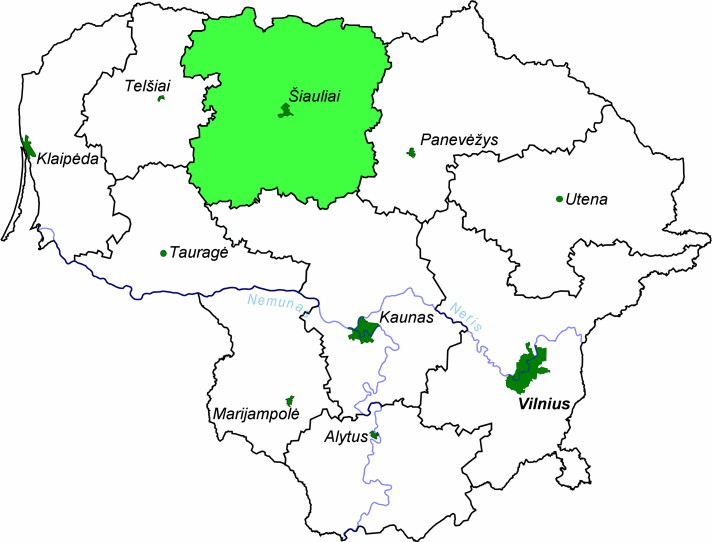
Poloha kraje na mapě Litvy

Šiauliaiský kraj (litevsky Šiaulių apskritis) je jedním z deseti litevských krajů. Nachází se v severní části země a jeho hlavním městem je Šiauliai. Podle informací ze začátku roku 2008 zde žije 349 876 obyvatel.

## Okresy (savivaldybės) v kraji
V Šiauliaiském kraji je 7 administrativních celků na úrovni okresu (savivaldybės):
- Okres Akmenė (litevsky: Akmenės rajonas)
- Okres Joniškis
- Okres Kelmė
- Okres Pakruojis
- Okres Radviliškis
- Okres Šiauliai
- Městský okres Šiauliai

## Města a obce
V kraji je 14 měst (z nich největší jsou (seřazena podle velikosti)):
1. Šiauliai
2. Radviliškis
3. Kuršėnai
4. Naujoji Akmenė
5. Joniškis
6. Kelmė
7. Pakruojis
8. Venta